# Podlom
Podlom je manjše hribovsko naselje v Občini Kamnik. Posamezne kmetije in samostojne hiše stojijo na južni in vzhodni strani hriba Lom, katerega pobočja se kot zadnja (prva) v grebenu Rogačeve skupine spuščajo v dolino Črne. Gozdove je močno opustošil orkanski veter v letu 2008 in jih dodatno poškodoval žled 2014, tako da je pokrajina večinoma obraščena z nizkim drevjem in grmičevjem. Glavne kmetijske dejavnosti so živinoreja in gozdarstvo. Naravna meja s sosednjim naseljem Kališe poteka po potočku v Plazu, z Novo Štifto pa po slemenu na prelazu Črnivec, kjer poteka tudi stara deželna meja med Kranjsko in Štajersko, od Tuhinjske doline pa naselje loči Sovinjski vrh in sleme nad potokom Črna.
Skozi naselje potekata dve državni cesti: Kamnik - Gornji Grad in Podlom - Podvolovljek. Za samo naselje pa boste zaman iskali uradne oznake ob cestah.

## Krajevne znamenitosti
'Podlom - Razpelo ob cesti'
Tise
Izvir Črne
Skalni mejaš med Lomom in Črnivcem
Kamniti plaz - ob travniku na Riglu

## Zgodovina
Krajevni leksikon Dravske banovine (1937)
Podlom, 32-4-3-1-0. Sr so du žand zdr fin žel. Kamnik 14 km, o Kamniška Bistrica 9 km, p Stahovica 9 km, š Gozd 2 km, žup Gozd 3 km. Nm povpr. 860 m. Raztresena hribovska naselbina ob ban. cesti Kamnik—Gornji grad, tik pred prelazom Črnelec (902 m). Ime ima od Loma (1184 m), izrastka Kranjske rebri (1435 m) s pašniki in senožeti. Polje donaša slabo, bolje uspeva živina, največ prinaša gozd; gospodarski položaj splošno šibak. Etnografsko zanimive stavbe, zlasti lesene.